# Marc Surer
Marc Surer (n. 18 septembrie 1951) este un fost pilot elvețian de Formula 1 care a evoluat în Campionatul Mondial între anii 1979 și 1986.